# Insuficiência Tricúspide

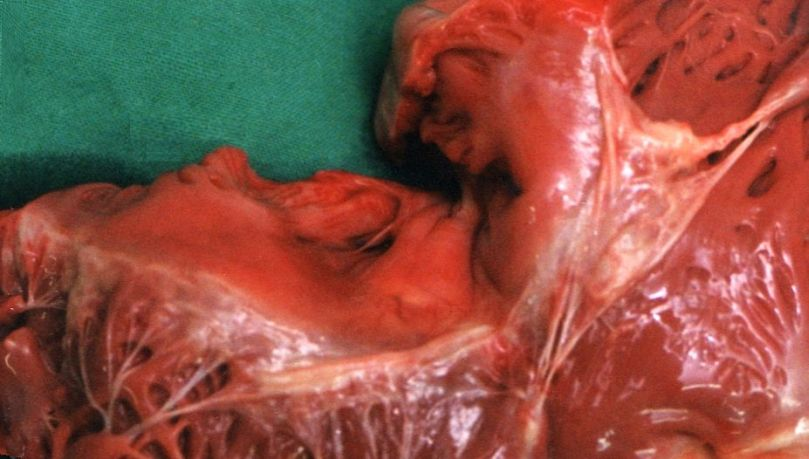
Imagem de Vávula tricúspide

A regurgitação tricúspide, também chamada de insuficiência tricúspide, é uma condição relativamente comum que pode resultar de anormalidades estruturais de qualquer parte do aparelho valvar tricúspide. Isso pode envolver modificações nos folhetos da válvula, no anel, nas cordas tendíneas ou nos músculos papilares.
A regurgitação tricúspide é, comparativamente, uma anomalia comum. As modificações estruturais de qualquer ou de todo o aparelho valvular tricúspide podem causar o desenvolvimento de regurgitação tricúspide.

## Anatomia
O aparelho da válvula atrioventricular direita, ou válvula tricúspide, é constituído pelos seguintes componentes
- Três folhetos valvulares: Pode ter apenas dois ou até seis folhetos.[1]
- Annulus
- Cordas tendíneas de suporte
- Músculos papilares: De 2 a 9.[2] Imediatamente antes do início da sístole do ventrículo direito, o músculo papilar contrai-se para aumentar a tensão nas cordas tendíneas, de modo a que as 3 cúspides da válvula se coaptam e, assim, evitam a regurgitação através da válvula tricúspide.[3]

O sistema de condução e a estrutura de suporte do esqueleto cardíaco fibroelástico coordenam as acções da válvula tricúspide. A válvula tricúspide está localizada entre a aurícula direita e o ventrículo direito. Tem uma área valvular de 4 a 6 cm2.
As variantes fisiopatológicas da válvula tricúspide incluem:
- Anomalia de Ebstein
- Atresia tricúspide
- Estenose tricúspide congénita
- Fenda congénita do folheto anterior

## Etiologia
As lesões na regurgitação tricúspide podem ser classificadas como primárias, em que as anomalias intrínsecas no aparelho valvular tricúspide são responsáveis pelo problema, ou secundárias, em que a dilatação do ventrículo direito causa regurgitação tricúspide. As perturbações secundárias, como a dilatação do anel tricúspide e/ou o atrelamento dos folhetos no contexto de sobrecarga de pressão e/ou volume do ventrículo direito, são as principais responsáveis pela regurgitação tricúspide, em comparação com as perturbações primárias que envolvem o aparelho valvular.

### Regurgitação Tricúspide Secundária
Nos adultos, a regurgitação tricúspide é mais frequentemente secundária, com prováveis folhetos e cordas anatómicos normais. A dilatação da aurícula direita, do ventrículo direito, juntamente com a dilatação do anel tricúspide, e a amarração do folheto da válvula tricúspide são algumas das causas da regurgitação tricúspide secundária. Esta pode resultar de condições que afectam o ventrículo direito ou pode ser devida a um aumento da pressão sistólica do ventrículo direito, frequentemente com hipertensão pulmonar. As válvulas são anatomicamente normais, mas devido ao aumento da cavidade do ventrículo direito e à dilatação do anel, as cúspides não conseguem coaptar-se adequadamente.
As condições que afectam o ventrículo direito e que eventualmente causam regurgitação tricúspide incluem cardiomiopatias e cardiopatias isquémicas que envolvem o miocárdio do ventrículo direito e os músculos papilares tricúspides.
As condições que induzem hipertensão pulmonar e dilatação secundária do VD são as seguintes
1. Insuficiência cardíaca do lado esquerdo
2. Estenose ou regurgitação mitral
3. Doença pulmonar primária: Cor pulmonale, embolia pulmonar, hipertensão pulmonar de qualquer causa
4. Estenose da válvula pulmonar ou da artéria pulmonar
5. Hipertiroidismo

### Regurgitação Tricúspide Primária
Em adolescentes e adultos jovens, a causa da regurgitação tricúspide é geralmente congénita, mas em adultos são raras as condições que afectam directamente o aparelho valvular tricúspide.
As causas de insuficiência tricúspide primária incluem:
1. Lesão directa da válvula devido à colocação ou remoção de um pacemaker permanente ou de um cardioversor-desfibrilhador implantável ou biópsia endomiocárdica em receptores de transplante cardíaco
2. Trauma na parede torácica ou lesão por desaceleração
3. Endocardite infecciosa: O uso de drogas intravenosas, neoplasias, alcoolismo, queimaduras extensas, cateteres de demora infectados e deficiência imunitária causam infecção da válvula. O abcesso anular é comum.
4. A anomalia de Ebstein é a forma mais comum de doença congénita que afecta a válvula tricúspide: Os folhetos posterior e septal da válvula tricúspide são deslocados apicalmente no ventrículo direito, resultando na sua atrialização.
5. A doença valvular reumática é a causa mais comum de regurgitação tricúspide pura devido à lesão dos folhetos tricúspides. As válvulas sofrem espessamento fibroso sem fusão comissural, cordas fundidas ou depósitos calcários.
6. Síndrome carcinoide: Pode ocorrer regurgitação tricúspide isolada. Os folhetos da válvula aderem à parede do ventrículo direito devido às placas fibrosas nos folhetos da válvula e no endocárdio. Assim, as cúspides tricúspides não se coaptam adequadamente durante a sístole, causando regurgitação tricúspide.[10]
7. Degenerescência mixomatosa associada ao prolapso da válvula tricúspide, que ocorre em até 40% dos pacientes com prolapso da válvula mitral
8. Doença do tecido conjuntivo, por exemplo, síndrome de Marfan, Ehlers-Danlos: Observa-se regurgitação tricúspide pura. Pode dever-se a um anel tricúspide ligeiramente dilatado sem folhetos flácidos e a folhetos da válvula tricúspide flácidos.[11]
9. Endocardite marântica no lúpus eritematoso sistémico ou na artrite reumatóide
10. Doença induzida por fármacos: Em alguns estudos, existe uma associação entre a regurgitação tricúspide e o uso combinado dos fármacos anorexígenos fenfluramina e fentermina. O agonista dopaminérgico pergolida pode induzir regurgitação tricúspide.[12][13]

## Epidemiologia
A incidência de regurgitação tricúspide nos Estados Unidos é de 0,9%. Não se registam diferenças de género ou raça na incidência.
A regurgitação tricúspide apresenta-se em diferentes grupos etários, dependendo da sua etiologia. A anomalia de Ebstein pode ser diagnosticada à nascença e durante a primeira infância. A doença valvular reumática é a forma mais comum de regurgitação tricúspide em doentes com mais de 15 anos.

## Fisiopatologia
As anomalias estruturais primárias do aparelho valvular tricúspide ou as anomalias secundárias devidas a disfunção ou dilatação do miocárdio são responsáveis pela incompetência estrutural da válvula tricúspide. A regurgitação tricúspide é definida pelo refluxo de sangue do ventrículo direito para a aurícula direita durante a sístole. Nos casos ligeiros a moderados de regurgitação tricúspide, não se observam consequências hemodinâmicas importantes devido à natureza comparativamente complacente da aurícula direita. No entanto, em casos graves, desenvolve-se uma sobrecarga de volume do ventrículo direito que acaba por resultar em insuficiência cardíaca congestiva do lado direito, com edema periférico, ascite e congestão hepática.
A gravidade da regurgitação tricúspide aumenta durante a inspiração. O ventrículo direito alarga-se durante a inspiração, o que aumenta ainda mais o anel da válvula tricúspide, aumentando assim a área efectiva do orifício regurgitante.

## História e exame físico

### Sintomas
Os doentes apresentam características clínicas de insuficiência cardíaca do lado direito. Estas podem ser hepatoesplenomegalia dolorosa, ascite e edema periférico. Em casos graves, notam-se pulsações no pescoço das veias jugulares distendidas e pulsáteis. Pode ser observada intolerância ao exercício físico. Podem ser observadas características clínicas da doença subjacente que causa a regurgitação tricúspide. Por exemplo, a hipertensão pulmonar pode causar sintomas como fraqueza, falta de ar e intolerância ao exercício ou os doentes com endocardite infecciosa, uma causa comum de regurgitação tricúspide, podem apresentar episódios febris.

### Exame físico
- A distensão venosa jugular com uma onda V proeminente reflecte a elevação da pressão na aurícula direita. O aumento do retorno venoso causa distensão venosa jugular, sendo mais proeminente com a inspiração (sinal de Kussmaul).
- O galope em S3 está associado a um ventrículo direito extremamente dilatado.
- Sopro pansistólico: É agudo e mais alto no quarto espaço intercostal na região paraesternal. A intensidade do sopro aumenta durante a inspiração, exercício, elevação das pernas (devido ao aumento do retorno venoso) e diminui na posição de pé e durante a manobra de Valsalva.
- Ascite;
- Caquexia e icterícia;
- Fibrilhação auricular;
- Edema periférico;
- Heave do ventrículo direito devido à dilatação do ventrículo direito e galope S4 que aumenta com a inspiração.

## Avaliação e diagnóstico
A principal modalidade utilizada para o diagnóstico e avaliação da regurgitação tricúspide é o ecodopplercardiograma. Ele é usado para contemplar com precisão o fluxo sanguíneo regurgitante e sua velocidade de fluxo e medir com precisão a pressão sistólica no ventrículo direito

### Achados ecocardiográficos
O movimento da válvula tricúspide pode ser normal ou anormal. As anormalidades valvares primárias características incluem anomalia de Ebstein, prolapso do folheto, folheto em flocos, endocardite, cardiopatia carcinoide e doença valvar reumática.
O átrio direito e o ventrículo direito dilatados na presença de regurgitação tricúspide moderada a grave
O anel tricúspide está frequentemente dilatado.
O movimento paradoxal do septo interventricular que reflecte o aumento do volume no ventrículo direito (sobrecarga diastólica)
A função do ventrículo direito (VD) que pode ser hiperdinâmica, normal ou reduzida, reflectindo assim a causa subjacente à regurgitação tricúspide e o grau de compensação do VD.
Outras anormalidades podem ser observadas quando a regurgitação tricúspide é devida à hipertensão pulmonar secundária a uma anormalidade cardíaca do lado esquerdo.
A velocidade de pico do fluxo regurgitante através da válvula tricúspide é medida, o que ajuda a estimar a pressão sistólica do ventrículo direito e da artéria pulmonar. A equação de Bernoulli modificada é utilizada para a converter num gradiente de pressão, após o que o gradiente é adicionado a uma estimativa da pressão na aurícula direita. Assim, a extensão da hipertensão pulmonar pode ser estimada.

### Exames adicionais
Radiografia de tórax: São observados os seguintes achados:
1. Cardiomegalia acentuada: na regurgitação tricúspide grave
2. Derrames pleurais e ascite com elevação do diafragma
3. Hipertensão arterial e venosa pulmonar comum

Exames laboratoriais: Testes de função hepática anormais, pode ser observada hiperbilirrubinemia secundária a congestão hepática.
Electrocardiografia(ECG): Ondas ST e T inespecíficas nas derivações precordiais direitas, reflectindo disfunção do ventrículo direito. Se a hipertensão pulmonar causar regurgitação tricúspide, o ECG pode mostrar um desvio do eixo direito indicando hipertrofia do VD e ondas R altas em V1 a V2. Na hipertensão pulmonar grave, a hipertrofia atrial direita e o "P-pulmonale" também podem estar presentes.
Cateterismo cardíaco: Observam-se pressões diastólicas finais elevadas na aurícula direita e no ventrículo direito.

## Tratamento
A preferência de tratamento depende da gravidade da regurgitação tricúspide, da etiologia e da presença e extensão de anomalias associadas, incluindo hipertensão pulmonar, insuficiência cardíaca e outras doenças valvulares.
O tratamento da regurgitação tricúspide grave inclui terapia médica, aconselhamento em relação à gravidez e à actividade física, consideração de cirurgia da válvula tricúspide e avaliação e tratamento da causa subjacente.

### Tratamento médico
Em doentes com regurgitação tricúspide secundária a insuficiência cardíaca do lado esquerdo, está indicado o controlo adequado da sobrecarga de fluidos. Nestes casos, sugere-se o uso de diuréticos. Os diuréticos de ansa são comumente utilizados. A restrição da ingestão de sal é indicada. A cabeceira da cama deve ser elevada, pois pode melhorar a dispneia. Os digitálicos, os diuréticos poupadores de potássio, os inibidores da enzima de conversão da angiotensina e os anticoagulantes estão indicados nestes doentes. A fibrilhação auricular, se presente, pode ser controlada iniciando os doentes com antiarrítmicos.

###### São utilizados os seguintes medicamentos:
Diuréticos: Furosemida
Antiarrítmicos
Digoxina
Inibidores da enzima de conversão da angiotensina
Anticoagulantes

### Cirurgia da válvula tricúspide
As indicações para a cirurgia da válvula tricúspide dependem da indicação de cirurgia para a doença da válvula do lado esquerdo (aórtica ou mitral)
Para pacientes submetidos a cirurgia da válvula do lado esquerdo:
1. A cirurgia da válvula tricúspide é recomendada nesses pacientes com insuficiencia tricuspidal grave, conforme observado nas diretrizes de doença valvular da American Heart Association/American College of Cardiology (AHA/ACC) de 2014 e da Sociedade Europeia de Cardiologia (ESC) de 2012.[18][19][20]
2. Em doentes submetidos a cirurgia valvular do lado esquerdo e que apresentem insuficiencia ligeira, moderada ou grave, recomenda-se a reparação concomitante da válvula tricúspide nos seguintes casos:
3. Dilatação do anel tricúspide (ecocardiograma transtorácico indicando diâmetro maior que 40 mm ou 21 mm/m2 indexado para área de superfície corporal ou diâmetro intraoperatório maior que 70 mm)
4. História prévia de insuficiência cardíaca direita. Esta é uma recomendação das directrizes valvulares da AHA/ACC,[21] e recomendações semelhantes são indicadas nas directrizes da ESC de 2012.[22]

### Cirurgia Tricúspide Isolada
O momento apropriado para a cirurgia isolada da válvula tricúspide não está bem estabelecido.
Em doentes refractários ao tratamento médico mas com regurgitação tricúspide grave, sugere-se a cirurgia da válvula tricúspide (recomendação fraca). É preferível realizá-la antes do início de disfunção ventricular direita significativa para controlar ou prevenir sintomas, como recomendado nas directrizes valvulares da AHA/ACC de 2014.
Na regurgitação tricúspide isolada sintomática e grave sem disfunção ventricular direita, a cirurgia da válvula tricúspide é fortemente recomendada, de acordo com as directrizes valvulares da ESC de 2012.
Em pacientes assintomáticos ou minimamente sintomáticos cominsuficiencia tricuspidal grave, o papel da cirurgia da válvula tricúspide é ambíguo. As directrizes valvulares da AHA/ACC de 2014 registam esta incerteza e incluem uma recomendação muito fraca de que a cirurgia da válvula tricúspide pode ser considerada em doentes assintomáticos ou minimamente sintomáticos com regurgitação tricúspide primária grave e dilatação progressiva moderada ou superior do VD e/ou disfunção sistólica. As directrizes da ESC encaram a cirurgia neste contexto de forma ligeiramente mais favorável e indicam que a cirurgia deve ser considerada em doentes com regurgitação tricúspide isolada grave com sintomas ligeiros ou inexistentes e dilatação progressiva do ventrículo direito ou deterioração da função ventricular direita.

### Tratamento Baseado na Etiologia
Na endocardite da válvula tricúspide, recomenda-se a excisão da válvula tricúspide sem substituição imediata. A excisão da válvula doente elimina a endocardite enquanto o tratamento com antibióticos é continuado. Pode ser inserida uma válvula artificial se os sintomas de insuficiência cardíaca direita forem refractários ao tratamento médico e a infecção estiver bem controlada.
Na anomalia de Ebstein, não é necessária cirurgia na regurgitação tricúspide assintomática. No entanto, os doentes sintomáticos podem ter de ser tratados com reparação ou substituição da válvula tricúspide.

## Diagnóstico Diferencial
Os diagnósticos diferenciais da regurgitação tricúspide são os seguintes:
- Ascite
- Cirrose
- Anomalia de Ebstein
- Síndrome de Eisenmenger
- Insuficiência cardíaca
- Síndrome de Marfan
- Choque cardiogénico
- Fibrilhação auricular
- Cardiomiopatia dilatada
- Doença biliar
- Cor pulmonale
- Regurgitação mitral
- Tumor carcinoide

## Prognóstico
O prognóstico da regurgitação tricúspide é geralmente bom.

## Complicações
As complicações incluem:
- Cirrose cardíaca
- Ascite
- Formação de trombos e embolização As complicações das intervenções cirúrgicas incluem:
- Bloqueio cardíaco
- Trombose da válvula protésica
- Infecção
- Arritmias

## Cuidados pós-operatórios e de reabilitação
Os cuidados posteriores no internamento de um doente com regurgitação tricúspide envolvem:
- Anticoagulação pode ser necessária em casos de fibrilação atrial ou se o paciente tiver sofrido uma substituição de válvula.
- Tratamento de arritmias, se presentes
- Tratamento de eventuais infecções
- Insuficiência cardíaca

Nos doentes cuja válvula tenha sido removida, está indicada a repetição do ecocardiograma a intervalos de 6 meses. Nos doentes cuja válvula tenha sido substituída, recomenda-se a realização de um ecocardiograma anual.

## Melhorar os resultados da equipa de cuidados de saúde
O diagnóstico e a gestão da regurgitação tricúspide são efectuados por uma equipa interprofissional constituída por um cardiologista, um cirurgião cardíaco, um internista, um prestador de cuidados primários e um enfermeiro. A preferência de tratamento depende da gravidade da regurgitação tricúspide, da etiologia e da presença e extensão de anomalias associadas, incluindo hipertensão pulmonar, insuficiência cardíaca e outras doenças valvulares.
O tratamento da regurgitação tricúspide grave inclui terapia médica, aconselhamento em relação à gravidez e à actividade física, consideração de cirurgia da válvula tricúspide e avaliação e tratamento da causa subjacente. 
Os casos leves geralmente são tratados com medicamentos, mas os casos graves exigem cirurgia cardíaca aberta. A válvula tricúspide pode ser reparada ou substituída, dependendo do estado dos folhetos. Devido ao risco de trombose, todas as válvulas mecânicas na posição tricúspide necessitam de anticoagulação. Os doentes têm de ser monitorizados regularmente quanto ao INR. Os resultados da regurgitação tricúspide são geralmente razoáveis a bons.(Nível V)